# Lullula arborea
La tottavilla (Lullula arborea (Linnaeus, 1758)) è un uccello della famiglia degli Alaudidi. È l'unica specie nota del genere Lullula.

## Descrizione
Raggiunge la lunghezza di 15 cm. L'apertura alare è di 27–30 cm. Si presenta con il becco sottile, le guance di colore bruno tendente al rossiccio, i segni sopracigliari che si congiungono alla nuca. La marca sopra-alare è bianca. La coda è corta.

## Biologia
Mentre canta in volo, la tottavilla vola a spirale verso il cielo spesso partendo dalla cima di un albero. A parte questo, è soprattutto un uccello terrestre. 

### Voce
Il canto emesso in volo è composto da note melodiose flautate che finiscono in decrescendo. Richiamo modulato "didluì".

### Alimentazione
Si nutre di insetti catturati sul terreno.

### Riproduzione
Nidifica sul terreno. Il nido è ben mimetizzato fra i ciuffi d'erba. Ha un periodo di nidificazione molto lungo, da marzo, fino ad agosto. La covata è composta da 3 a 6 uova biancastre picchiettate di marrone. Fa da 1 a 2 covate all'anno. I pulcini lasciano il nido prima di saper volare.

## Distribuzione e habitat
Vive in quasi tutta l'Eurasia, ed Africa, nidifica in tutta l'Italia, in habitat collinari, e di montagna molto vari.
Ama i luoghi sabbiosi semiaperti: lande, boschetti radi o margini delle foreste; frequenta anche i campi per nutrirsi.

## Tassonomia
Sono state descritte le seguenti sottospecie:
- L. arborea arborea (Linnaeus, 1758)
- L. a. pallida Zarudny, 1902